# Santa Cruz (film)
Santa Cruz (El rebozo de Soledad) è un film del 1952 diretto da Roberto Gavaldón.
Film drammatico messicano distribuito in Italia nel 1957.

## Riconoscimenti
- Premio Ariel

1953 - Migliore attrice a Estela Inda
1954 - Migliore attore a Pedro Armendáriz